# Sin Dios ni late
Sin Dios ni late (SDNL) es un programa de televisión chileno que se transmite por Zona Latina, emitido en una primera etapa entre el 7 de julio de 2008 y el 30 de diciembre de 2016. Durante sus ocho años de emisión, se transformó en el espacio más emblemático de dicho canal. Se sucedieron Julio César Rodríguez, Tati Penna, Vasco Moulian y Carolina Brethauer en la conducción.
Vuelve al aire a contar desde el 17 de julio de 2023 con Daniel Fuenzalida en la conducción.

## Historia
Luego de que Julio César Rodríguez realizara en TVN un late show llamado La tele o yo en 2006, se gestó la realización de un programa similar en el canal de cable Zona Latina. Se estrenó el 7 de julio de 2008 a las 23:00 horas con Rafael Araneda como primer invitado.
A pesar de emitirse por una señal de cable, el programa rápidamente ganó popularidad ya que sus reveladoras entrevistas a personajes chilenos eran retransmitidas en programas de televisión abierta como SQP o Mira quién habla y por ocupar portadas de diarios como Las Últimas Noticias o La Cuarta. Incluso el famoso imitador Stefan Kramer realizó una parodia al programa llamada Sin yo no hay late en el estelar Halcón y camaleón, donde imitaba a Rodríguez.
En 2010, el programa contó con una sección llamada Sin Dios ni late, late con la presencia de dos "columnistas estables" (uno por día): el periodista René Naranjo, para comentar sobre estrenos de cine, y el exejecutivo de Canal 13 Vasco Moulián, para comentar sobre diversos programas de televisión abierta. En algunos capítulos se cerraba con actuaciones en vivo de cantantes y bandas preferentemente nacionales y de diversos estilos, como Álvaro Scaramelli, Joe Vasconcellos, Villa Cariño, Sinergia, Illapu, Gonzalo Yáñez, Nano Stern, Canal Magdalena, Inti Illimani, Saiko, Manuel García, junto a otras bandas emergentes de la escena nacional.
A comienzos de 2011, Rodríguez se integra al matinal de Canal 13, Bienvenidos, pero seguiría conduciendo el late. Tras grabarse la primera entrevista de la temporada a Patricio Flores, quien demandó por paternidad a Don Francisco, el canal Zona Latina puso restricciones en su emisión. Rodríguez renunció al canal argumentando conflictos editoriales y emigró al canal Vive! Deportes para animar un programa similar. Es así como la cuarta temporada estuvo a cargo de Tati Penna y su estreno fue el 11 de abril de 2011 con un estudio más estilizado y con Jorge Schaulsohn y Felipe Camiroaga como entrevistados. Además, la banda de músicos durante esta temporada fue integrada exclusivamente por mujeres.
En marzo de 2012, llega a la conducción Vasco Moulian, quien era panelista de Síganme los buenos (programa late de Julio César Rodríguez en el canal Vive! Deportes) y se comienza a emitir de lunes a viernes a las 21:30. Se incorporan nuevos columnistas como Francisco Vidal y Ena von Baer.
En julio de 2014, Vasco Moulian, se ausenta de la conducción argumentando "problemas personales", por lo cual fue reemplazado por José Miguel Furnaro. Días después, se anunció la renuncia de Moulian debido a diferencias editoriales y se anuncia que desde el 1 de septiembre la nueva conductora es la periodista Carolina Brethauer, apostando así, por un rostro ligado al canal desde 2011 gracias al programa No eres tú, soy yo. Entre los columnistas están el teólogo Hugo Zepeda, la actriz Delfina Guzmán y los políticos Francisco Vidal y Lily Pérez.
El 30 de diciembre de 2016 se emitió el último capítulo de Sin Dios Ni Late en medio de una crisis que atravesaba el canal.[cita requerida]
En agosto de 2019, se anunció el regreso del programa, con Carolina Brethauer retomando la conducción. El programa se reestrenó el lunes 12 de aquel mes. Entre los columnistas están nuevamente Hugo Zepeda, a quien se le suma el criminalístico Francisco Pulgar, el abogado Ricardo Ibáñez y los políticos Felipe Kast y Ximena Rincón.
Luego de varios meses de ausencia, en julio del presente año, Zona Latina anunció el regreso de SDNL, pero con la conducción de Daniel Fuenzalida (recién integrado al canal por el regreso de su programa de espectáculos: Me Late). El lunes 17, a las 23:30 Horas, fue cuando debutó la nueva temporada, con sus primeros invitados, el vocalista de noche de brujas, Kanela, el comediante León Murillo y el influencer, Joseph "El Chico Electrico", actualmente sigue emitiendose en el mismo horario de lunes a viernes, después de "Zona de Estrellas"